# شرکت لار ماکارون
شرکت لار ماکارون یک منطقهٔ مسکونی در ایران است که در دهستان حومه (لارستان) واقع شده‌است. شرکت لار ماکارون ۱۰ نفر جمعیت دارد.